# Aeroportul Gwadar
Aeroportul Gwadar (IATA: GWD, ICAO: OPGD) este un aeroport din Pakistan ce deservește zona Gwadar⁠(d).
Situat la o altitudine de 29 m, aeroportul dispune de o singură pistă. Este operat de Pakistan Civil Aviation Authority⁠(d).